# Judenhäuser (Dreieich)

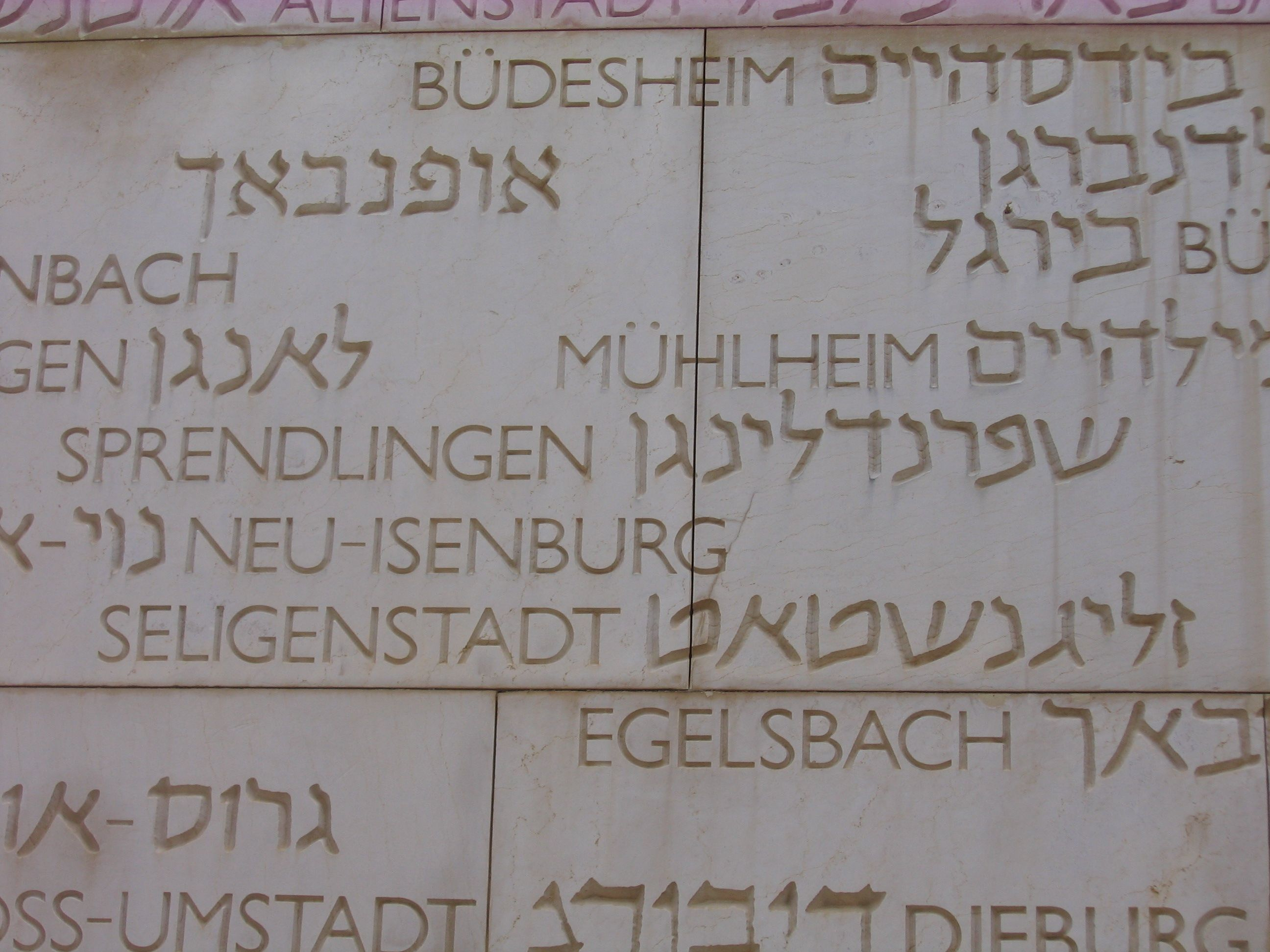
Gedenkinschrift für die jüdische Gemeinde Sprendlingen im Tal der Gemeinden in Yad Vashem

Auf dem Gebiet der Stadt Dreieich wurden als Judenhäuser in der Behördensprache des NS-Staates zwei Ghettohäuser im heutigen Stadtteil und damals selbständigen Sprendlingen bezeichnet, in die die Behörden die verbliebenen jüdischen Einwohner des Ortes 1942 zwangseinquartierten. Die Bewohner wurden anschließend deportiert und ermordet.

## Geschichte
In den fünf Dreieichgemeinden Buchschlag, Dreieichenhain, Götzenhain, Offenthal und Sprendlingen lebten vor der Machtergreifung der Nationalsozialisten etwa 196 Bürger jüdischen Glaubens. In Sprendlingen, der einzigen Gemeinde mit Synagoge und Mittelpunkt der jüdischen Dreieichbewohner, lebten 174 Personen, in Dreieichenhain 18 Personen, in Götzenhain eine Person. In Buchschlag ist die Anzahl von Juden aufgrund der Quellenlage unklar, bekannt ist lediglich ein Vorgang um eine sog. Vierteljüdin. In Offenthal lebten keine Juden.
Im Zuge der nationalsozialistischen „Arisierung“ wurden jüdischen Bürgern sukzessive ihre Rechte und ihr Eigentum genommen. Ab 1938 verordneten die Nationalsozialisten, dass Juden auch in den damaligen Gemeinden der heutigen Stadt Dreieich ihre Immobilien an „Arier“ verkaufen mussten.
Mit dem Gesetz über Mietverhältnisse mit Juden vom 30. April 1939 hob des NS-Regime den Mieterschutz auf und wiesen im letzten Schritt die jüdischen Einwohner zwangsweise in Ghettohäuser ein.
Bis 1939 waren die meisten jüdischen Bewohner im Gebiet Dreieichs entweder in eine anonymere Großstadt – zumeist nach Frankfurt am Main oder Offenbach am Main – gezogen oder ihnen war die Emigration gelungen. Lediglich in Sprendlingen lebten Anfang 1939 noch Juden, von den neun noch in diesem Jahr und vier im Jahr 1940 die Ausreise gelang.
Mit dem Gesetz über Mietverhältnisse mit Juden vom 30. April 1939 hob des NS-Regime den Mieterschutz auf. Daraufhin wurde auch in Sprendlingen zahlreichen Juden die Wohnung gekündigt. Sie mussten von denjenigen Juden im Ort, die noch im Besitz von Wohnungen waren, ohne deren Einverständnis aufgenommen werden. Dies bedeutete die Ghettoisierung der verbleibenden Bewohner. 1942 wurden 16 der letzten 17 Einwohner auf zwei Wohnhäuser – den sog. „Judenhäusern“ – aufgeteilt und dort zwangseinquartiert. In Sprendlingen waren dies die Adressen Hauptstraße 58/60 und Hauptstraße 70. Üblicherweise mussten die „Judenhäuser“ mit einem auf weißem Papier gedruckten schwarzen Judenstern an der Eingangstür gekennzeichnet werden und wurden von der Gestapo überwacht.
Das genaue Datum der Zwangseinquartierung ist nicht überliefert, soll aber wenige Wochen vor der Deportation der Bewohner stattgefunden haben. Am Abend des 16. September 1942 wurde den Bewohnern mitgeteilt, dass sie am nächsten Tag zur „Umsiedlung in den Osten“ abgeholt würden. Am 17. September wurden sie von einem Lastwagen abtransportiert. Als Ziel wurde damals nicht mehr als „nach Osten“ mitgeteilt.
Über einige Sterbeorte lässt sich rekonstruieren, dass die Bewohner oder zumindest ein Teil von ihnen zunächst in das Ghetto Theresienstadt deportiert wurden. Dort starben in den Folgemonaten drei der Sprendlinger Einwohner. Zudem sind einige wenige „Überstellungen“ von Theresienstadt in das KZ Auschwitz überliefert. Von den meisten Sprendlinger Juden fehlt jede weitere Information. Niemand von den Deportierten kehrte zurück.
Die letzte jüdische Bewohnerin Sprendlingens, Tilly Wolf (* 11. Mai 1895), wurde am 13. Mai 1943 in das KZ Auschwitz verschleppt und kam dort am 6. Juli 1943 zu Tode.
Die beiden als Ghettohäuser genutzte Gebäude sind nicht mehr erhalten: sie wurden zwischen den 1960er und 1980er Jahren abgerissen und neu überbaut.

## Die Bewohner der „Judenhäuser“

### Hauptstraße 58/60
- Flora Bendheim, geb. Flörsheimer (* 13. März 1897): am 17. September 1942 nach Osten deportiert; keine weiteren Informationen
- Kurt Artur Bendheim (* 9. August 1924): am 17. September 1942 nach Osten deportiert; keine weiteren Informationen
- Edith Bendheim (* 26. August 1929): am 17. September 1942 nach Osten deportiert; keine weiteren Informationen
- Gilda Flörsheimer, geb. Adler (* 28. Februar 1872): am 17. September 1942 nach Osten deportiert; am 10. Januar 1943 im Ghetto Theresienstadt verstorben
- Daniel Hess (* 28. Mai 1864): am 17. September 1942 nach Osten deportiert; am 27. November 1942 im Ghetto Theresienstadt verstorben
- Regina Hess, geb. Strauss (* 20. Juni 1880): am 17. September 1942 nach Osten deportiert; am 18. Mai 1944 vom Ghetto Theresienstadt in das KZ Auschwitz „überstellt“; keine weiteren Informationen
- Lina Morgenstern (* 28. Juli 1867): am 17. September 1942 nach Osten deportiert; am 1. Oktober 1942 im Ghetto Theresienstadt verstorben
- Albert Pappenheimer (* 25. September 1889): am 17. September 1942 nach Osten deportiert; keine weiteren Informationen
- Theresia Pappenheimer, geb. Kahn (* 8. April 1895): am 17. September 1942 nach Osten deportiert; keine weiteren Informationen
- Ilse Pappenheimer (* 22. April 1921): am 17. September 1942 nach Osten deportiert; keine weiteren Informationen
- Alfred Pappenheimer (* 26. März 1928): am 17. September 1942 nach Osten deportiert; keine weiteren Informationen
- Johanna Strauss (* 5. April 1886): am 17. September 1942 nach Osten deportiert; keine weiteren Informationen

### Hauptstraße 70
- Abraham Finkelstein (* 23. August 1871): am 17. September 1942 nach Osten deportiert; am 18. Dezember 1943 vom Ghetto Theresienstadt in KZ Auschwitz „überstellt“; keine weiteren Informationen
- Gustav Strauss (* 20. September 1885): am 17. September 1942 nach Osten deportiert; keine weiteren Informationen
- Betty Strauss, geb. Kares (* 4. Dezember 1884): am 17. September 1942 nach Osten deportiert; keine weiteren Informationen
- Erika Strauss (* 10. Juni 1925): am 17. September 1942 nach Osten deportiert; keine weiteren Informationen[9][10][11]